# リアナ・ワーナー失踪事件
リアナ・ワーナー失踪事件（リアナ・ワーナーしっそうじけん）は、2003年6月14日にアメリカ合衆国ミネソタ州チザムで発生した失踪事件。行方不明となったのは同地に住む当時5歳の女児リアナ・ワーナー(LeeAnna Warner, 1998年1月21日 - )であり、6月14日の午後5時から5時15分にかけ、友人の家から帰宅しようと歩いているのが目撃されたのを最後に足取りが途絶えている。
事件性を示す確定的な証拠は出てきていないものの、警察は単なる迷子ではなく誘拐および殺人事件の疑いで捜査を進めた。長年にわたり1700件以上の情報提供がもたらされたが、有力な手がかりは得られず、容疑者さえ絞り込めていない。今日まで彼女は発見されておらず、事件は未解決のままである。

## 特徴
失踪当時の身体的特徴は、身長が91cmから97cm。体重が約21.7キロ。髪色はブラウンでボブカット、瞳はダークブラウン。リアナには2つの身体的特徴があり、左足首の上のほくろ、もう1つは左肩のくぼみである。
最後に身につけていたものは、ベルト付きのノースリーブの青いデニムのワンピース（一部の情報源ではデニムシャツと記載あり）、オレンジ色の下着、右耳に赤いガーネットが付いた花のイヤリングで、靴や靴下は履いていなかった（この靴と靴下は後に友人宅の玄関先から発見されている）。

## 背景
一家は父クリストファー、母ケーリン、5歳上の姉カーリー、ホイットニー、アンソニー、そして唯一の夫婦間の子供であるリアナを含む大所帯だった。両親は互いに離婚歴があり、それぞれに以前の配偶者との子供がいた。二人は1996年頃に出会い、母ケーリンは1998年1月21日に、ミネソタ州の中心地であるセントルイスにおいてリアナを出産した。一家はリアナが失踪する数ヶ月前に、のどかな田舎街であるチザムに引っ越して来たばかりだった。リアナは明るく活発で、物怖じしない子だった。人形で遊んだり、自転車に乗ったり、自然と触れ合ったり、家族と一緒に過ごしたりするのを楽しんでいた。また、彼女は周囲からビーナーというあだ名で呼ばれていた。

## 失踪
2003年6月14日、リアナは、自宅から約1ブロック半離れた友人の家から裸足で家へと歩いているのが最後に目撃されている。
母ケーリンが語ったところによれば、母娘ら3人は丸一日近くの湖畔で過ごした後、サイドレイクで開催されていたバザーから帰って来たばかりだったという事もあり、家についてもリアナは車内でそのまま寝ていた。ケーリンはちゃんと部屋で寝かせようとしたが、リアナは「“元気でね”って言う」と友達の家に行きたがった。夕飯の支度に追われていたケーリンは、「はいはい5分だけね。5時には戻るのよ」と許可した。
以下に、わかる限りの出来事を地元メディア及び法執行機関の公表に基づき、時系列順に表とする。
| 時系列      | 出来事 |
| ----------- | --- |
| 16:30-16:35 | リアナは自宅を出て、何度も一人で行ったことのある近所の友人の家へ向かった。しかし、友人一家はスーパーに行って留守だったので、ドアをノックしても返事はなかった。そのため、踵を返し自宅の方向へ歩きだした。  |
| 17:00-17:15 | 2ndストリートサウスウェスト、あるいは1つ東側の3rdストリートを一人で歩いているのが目撃されたのを最後に、忽然と姿を消してしまった。                                                                         |
| 17:30-17:35 | 約束の5時を過ぎても娘が帰宅しないため、母親はパニックになり始めた。しかし、まだ夕食の準備が終わってなかったケーリンは、姉カーリーを友達の家まで行かせた。しかし、まだ一家は帰宅しておらず誰もいなかった。 |
| 18:00-18:30 | ケーリンとカーリーは車を走らせ、近所の思いつく限りの場所を探し回った。 |
| 18:21       | 救急ボランティアをしているクリストファーは、隣町から別件の知らせを受け、自宅を後にした。 |
| 19:30       | 地域中の親子が総出でリアナを探し始めた。 |
| 19:47       | 帰宅したクリストファーに事態が知らされる。以降、午後9時までの総勢300人による大規模な捜索活動にもかかわらず、なんの手がかりも得られなかった。                                                              |
| 20:30       | ケーリンは改めて友人宅に向かい、既に帰宅していた一家を問いただしたが、「いいえ、今日はあの子には会ってませんよ。第一、私たちは買い物から帰ってきたばかりなんですから」と返され愕然とした。                |
| 20:48       | この段階になってようやく両親は警察に通報した。 |

## 調査
ワーナー家からの電話を受けた直後、チザム警察署の警察官が現場に到着した。事態を把握した警察は関係各所に支援を求め、捜索隊が編成された。警察、消防士、地元のボランティア、ブラッドハウンドを連れた追跡班が集まって町を捜索にあたった。彼らは、リアナが単なる迷子である事に期待しつつ、駐車されている全ての車両、ガレージ、納屋、小屋、放棄された鉄鉱石鉱山、空き缶のゴミ箱に至るまで子供が入れるペースを調べ上げた。しかし、48時間以上にわたる捜索活動の末、彼女の最期を示唆するものは何一つ得られなかった。なお、この時アンバーアラートが発動されなかった理由としては、地元警察曰く「アンバーアラートは、被害者が誘拐されたと言う確たる証拠が得られなければ発動できない」からであるとされている。
その後も数週間に渡りヘリコプターによる上空からの捜索活動まで行ったが、月末までになんの足掛かりも得られなかったほか、警察犬による道沿いの調査も途切れてしまった。
リアナが消えてから1か月後、地元の町の人がミネソタ州ロングイヤー湖のほとりで子供の足跡を見つけた。その湖は、彼女が失踪した当日に母親と一緒にいった場所だった 。チザム警察署は湖を排水して捜索を行ったが、証拠になるものは見つからなかった。冬になると、湖とその周辺地域が凍りついたため、彼らは冬の間は捜索を中断せざるを得なかった。
2004年の夏、当局はリアナの遺体を見つけるための別の取り組みとして、チザムでの捜索を再開したが、新たな証拠は出てこなかった。これ以降の公式な捜索は行われていない。

## 容疑者と説
この失踪事件について容疑者と考えられた人物や不審人物の目撃情報は多数存在する。しかしそれらの内、逮捕や起訴に至ったものはどれ一つとしてない。

### 母ケーリン、父クリストファー、および関係者
両親は容疑者とはされず、嘘発見器にもかけられなかった。しかし、クリストファーは彼の前妻と揉めており、彼女に対して接触禁止命令まで請求していた。その上、彼女はケーリンとリアナを脅迫していたとも語った。この情報がもたらされていたにもかかわらず、捜査当局はこれらの問題と事件の関連性はないと断定した。
また、ケーリンは事件のちょうど4ヶ月後、コンビニの駐車場での口論の末に、降車したクリストファーを歩道を突っ切ってキャバリエで後ろからはねる事故を起こし、5000ドルの保釈金を払っている。この口論が事件と関係があるのかどうかは不明。しかし、警察が到着した時、クリストファーは重傷ではなかったものの、左足に明らかな怪我を負っていたにもかかわらず病院での手当てを拒否している。また、捜査に関しても、警察は何も教えてくれない、なぜ湖について当日に調べなかったのか等の不満を漏らしている。
リアナの失踪から数年後、一家は、もうこの街は安全な場所でも我が家でもないとし、別の街で新たな再スタートを切るためにチザムを離れた。その後は両親は孫達と暮らし、その他の子供達も自分の家庭を持つなど様々な形で別れて生活しているが、現在もミネソタ州からは離れていない。その後、両親は離婚し、2022年にケーリンだけが15年ぶりにチザムの街に戻って暮らしていた。しかし、2022年12月10日、ケーリンは遂に再び娘の顔を見ることなく肺がんで逝去。享年49歳。

### マシュー・ジェームズ・カーティス
リアナの失踪に関与している可能性があると特定された主な容疑者の1人目は、当時24歳だったマシュー・ジェームズ・カーティスという男だった。2003年8月、カーティスは児童ポルノの所持で逮捕された。彼はリアナの事件との関連性について警察から何度も尋問を受けた。警察は彼の前科から、失踪事件に何らかの形で関わっているのではないかとの疑いをかけ、DNAサンプル採取のため、彼のピックアップトラックを徹底的に捜索したが、リアナがいたという証拠は見つからなかった。結局、彼と事件とのつながりはないとされた。
2003年9月、児童ポルノ所持の容疑で地方裁判所に出廷することになっていた前日、カーティスの遺体がチザムから数マイル離れた場所に停められたピックアップトラック内で発見された。当局は、カーティスがビニール袋を被り窒息死したと主張している。カーティスの死に関する調査は終了し、正式に自殺と結論づけられた。しかし、カーティスの遺体は、自殺に見せかける偽装工作をされていたという説もあり、彼の死をめぐって多くの憶測と論争が巻き起こった。現在、この主張を裏付ける証拠はない。

### ジョセフ・エドワード・ダンカン3世
ジョセフ・エドワード・ダンカン3世は、アイダホ州で2人の子供を誘拐した罪で有罪判決を受けた性犯罪者だった。当局が別事件のために彼のコンピューターを調べていたとき、リアナ失踪に言及した暗号化された文書が見つかった。ダンカンはオンライン日記もつけており、2004年には、リアナ失踪の容疑者に仕立て上げられるのではないか恐れていると書いていた。彼はまた、性犯罪者のレッテルを貼られて詮索されることに対する不満を漏らしている。警察はミネソタ州の幼女失踪事件と彼の関連性を疑ったが、彼を起訴するに至る証拠は見つけられなかった。また、彼のアリバイが証明され、彼は事件当時チザムにいなかったことがわかった。しかし、彼は2005年にアイダホ州のコー・ダリーンで民家に侵入し、住人の男女と長男を殺害、子供達を誘拐し性的虐待を加える凶悪犯罪を起こし、結果的に死刑が下されている。2005年の5月、ダンカンは田舎町を車で走っていた際、たまたま前を通りかかった民家の庭で兄妹が水着姿で遊んでいるのを見かけ、二人の誘拐を決意した。ノコギリ、散弾銃、カメラ、双眼鏡、テープ、手袋まで揃え、夜中になるのを待ち侵入後、住人の女性、その再婚相手、長男をハンマーで次々と撲殺。狙い通りに子供二人を、人気のないモンタナ州のロロ国立公園のキャンプ場に拉致した。次男には激しい暴行を加えた末に、命乞いを無視し射殺。遺体は、返り血を浴びた靴等と共に、一昼夜かけ焼却。遺灰は近くの川に流し、完全なる証拠隠滅を図った。その後、約6週間にもわたって長女を監禁した上で性的暴行を加え続けた。7週間目の昼には、現場近くに戻り、被害者とレストランで食事までしている。しかし、異様な風体の二人を不審に思った従業員と客の結託により通報、その場で逮捕された。この事件は、証拠隠滅のために被害者の遺体を灰になるまで焼却したり性的虐待の様子をビデオで撮影したり（散弾銃やノコギリと共に、裁判で証拠提出）等、猟奇性が目立つ事件で、アメリカ全土を震撼させた。 2021年3月28日、収監中の刑務所での治療を拒否し脳腫瘍で死去。享年58歳。

### 「おばちゃん」
クリストファーとケーリンは、リアナの失踪に至るまでの2週間に渡る奇妙な行動の数々について語った。
2週間ほど前のある朝のこと。ケーリンがリアナを起こしに寝室に行くと、愛娘はクローゼットの中に布団も無しで、身を隠すように寝ており、「お化けが外にいる。連れてこうとする」と訴えた。両親は、 「連れて行ったりなんかしないよ」と最初こそ相手にせずに笑い飛ばしていたが、このようなことが一度ならず二度までも起こると、流石に普通ではないと危機感を抱き始めた。だが、クリストファーによれば、本来窓は地面よりはるかに高い位置にあったのである。数日後の午後、帰宅したリアナはバービー人形とそのお洋服でいっぱいの箱を抱えて来た。 しかし、彼女にこれらのおもちゃを買い与えたことは無かった。ケーリンが、「それどうしたの？」聞くと、リアナは「”おばちゃん（A little old lady）”がくれた」とだけ答えた。。人形の件の後、失踪する1週間程前、ソファーでテレビを見ている両親の前に、お気に入りのものを全部詰めたスーツケースを抱いたリアナが現れた。「何してるの？」と聞くと、「新しい”みんな”のお家に行くの」と打ち明けた。当然、両親は「新しい”みんな”って誰？」と聞いたが、人形の件と同様に以後は口籠ったままであったという。
捜査員は、誰かがリアナをおもちゃで誘い出し、家族と引き離そうとしたわけではないと結論づけ、これらは有力な情報とはされなかった。

### 不審者の目撃情報
多くの目撃者が、30代半ばの男が近所をうろついていたと証言している。特徴は身長が178cm、体重が70キロぐらいで、右腕に星や太陽の黒いタトゥーを入れていたと言われている。この男は特定されていない。
同じ頃、20代または30代ぐらいのスキンヘッドのアフリカ系アメリカ人の男性が運転する栗色と青のキャデラックや、黒い巻き毛の白人男性が運転する、近隣でなじみのない古いモデルのさびた茶色のピックアップトラックの目撃情報もあった。
これらの男性が何者かは今現在に至るまでわかっておらず、リアナの失踪との関係性も不明のままである。
警察曰く、証拠がないため捜査に踏み切れない容疑者の候補は複数いると言う。
また事件を教訓として、ミネソタ州ではたった2つしか存在しない、専門家や民間団体の有志からなるCART(児童誘拐対策チーム)が設置されている。

## メディアの注目とその後
リアナの失踪は、特にチザムとその周辺地域の地元メディアの注目を集めたが、事件自体は全米的な報道を受けたことはない。なお、チザムの街では今でもリアナを探すポスターが貼られている。近所の子供達は、古い納屋を改装し、”Find Beaner Kids Clubhouse”(ビーナー捜索隊子ども基地)と名づけ、リアナの好きだったおもちゃと色で飾り付けた。また先述のように一家はチザムを離れているが、娘が帰ってくるその日まで家はそのままに、玄関の明かりも灯るようにしてある。